# نهر روكان كانان
نهر روكان كانان هو نهر في شمال سومطرة، إندونيسيا. وهو أحد روافد نهر روكان.